# Mike (miniserie televisiva 2024)
Mike è una miniserie televisiva italiana del 2024, diretta da Giuseppe Bonito.
L'opera narra la vita di Mike Bongiorno, interpretato da Claudio Gioè da adulto, e da Elia Nuzzolo da ragazzo. Il soggetto è il libro biografico La versione di Mike, scritto dallo stesso Bongiorno in collaborazione con il figlio Nicolò nel 2007.

## Trama

### Prima puntata
1971. Dopo una puntata di Rischiatutto Mike viene informato della morte del padre. Nello stesso periodo inizia a frequentare Daniela Zuccoli che sposerà l'anno dopo. In un'intervista a Sebastiano Sampieri ripercorre la sua vita.
Bongiorno nasce a New York nel 1924 dalla torinese Enrica Carello e dall'italo-statunitense Philip Bongiorno. Ancora bambino si trasferisce a Torino con la madre, a seguito della separazione dei genitori e della crisi del 1929. Comincia presto a lavorare per le pagine sportive de La Stampa grazie a Luigi Cavallero. Durante la seconda guerra mondiale viene impiegato dai partigiani come "postino" per le comunicazioni scritte con gli Alleati grazie alla sua conoscenza dell'inglese. Nell'aprile del 1944 viene catturato a Cravegna con la madre: tuttavia, dopo essere stato messo al muro insieme ad altri partigiani per essere fucilato, si salva perché gli agenti tedeschi ritrovano il suo passaporto statunitense. Vienne quindi rinchiuso nel carcere di San Vittore e da lì fa la spola in diversi campi di transito e di concentramento per poi essere liberato nel febbraio del 1945, sul finire del conflitto, grazie a uno scambio di prigionieri tra Stati Uniti d'America e Germania. Fa così ritorno a New York dove è accolto dal padre, con il quale non aveva più rapporti dalla sua partenza. Giunto nuovamente in Italia inizia a lavorare in radio, per un'agenzia pubblicitaria, dove conosce la cantante lirica Rosalia Maresca, che sposerà nel 1948, e per la Rai grazie a Vittorio Veltroni.
- Ascolti: telespettatori 3 400 000 – share 19,51%[1].

### Seconda puntata
Parallelamente a vari flashback che ripercorrono i primi mesi della frequentazione con Daniela Zuccoli, il racconto di Mike a Sampieri riprende dal suo ritorno in Italia, dopo l'annullamento del matrimonio. Mike ritrova la madre, che non vedeva dal giorno del loro arresto. Riceve l'incarico di girare l'Italia come inviato; ben presto Veltroni gli propone di collaborare a programmi sperimentali della nascente televisione italiana, il primo dei quali è Arrivi e partenze. Seguirà il quiz Lascia o raddoppia?, che riscuote grande successo. 
L'intervista si interrompe quando Mike lascia lo studio dopo le domande incalzanti del giornalista riguardo alla morte di Luigi Tenco al Festival di Sanremo 1967. Mike viene poi convinto dall'amico Carlo Fuscagni a riprendere l'intervista. Dopo la chiusura di Giochi in famiglia, Mike va a trovare il padre a New York e torna con l'idea di lanciare un nuovo programma riprendendo il format americano del programma Jeopardy!. Con l'aiuto di Fuscagni, Mike riesce a convincere i vertici Rai a lanciare Rischiatutto, ritrovando quindi il successo. 
- Ascolti: telespettatori 2 840 000 – share 15,6%[2].

## Personaggi e interpreti

### Personaggi principali
- Mike Bongiorno, interpretato da Claudio Gioè (adulto) e da Elia Nuzzolo (ragazzo);
Conduttore televisivo noto come il "re dei quiz".
- Sebastiano Sampieri, interpretato da Paolo Pierobon.
Giornalista che intervista Bongiorno; è un personaggio di finzione.[3]
- Daniela Zuccoli, interpretata da Valentina Romani.
Terza moglie di Mike Bongiorno.
- Vittorio Veltroni, interpretato da Massimo De Lorenzo.
Dirigente Rai.
- Philip Bongiorno, interpretato da Tomas Arana.
Padre di Mike Bongiorno.
- Enrica Carello, interpretata da Clotilde Sabatino.
Madre di Mike Bongiorno.
- Madre di Daniela Zuccoli,  interpretata da Sandra Ceccarelli.
- Carlo Fuscagni, interpretato da Augusto Fornari.
Dirigente Rai e amico di Mike.
- Rosalia Maresca, interpretata da Federica Torchetti.
Prima moglie di Mike.
- Luigi Cavallero, interpretato da Gualtiero Burzi.
Giornalista de La Stampa.
- Paolo Limiti, interpretato da Michele Ragno.
Autore di Rischiatutto.
- Ludovico Peregrini, interpretato da Gianluca Zaccaria.
Autore di Rischiatutto.

### Personaggi secondari
- Comandante tedesco, interpretato da Christoph Hulsen.
- Mike Bongiorno (bambino), interpretato da Enea Sala.
- Tino Maciste, interpretato da Luca Di Sessa.
- Claudio, interpretato da Gabriele Graham Gasco.
- Giuseppe Ungaretti, interpretato da Roberto Mantovani.
- Luigi Tenco, interpretato da Davide Mancini.

## Produzione
Le riprese sono state effettuate a Sofia e a Torino a partire dal maggio del 2024 per una durata di nove settimane. La miniserie è prodotta da Rai Fiction e da Viola Film con il sostegno di Film Commission Torino Piemonte.

## Distribuzione
La miniserie, composta da due puntate, è stata proiettata in anteprima alla Festa del Cinema di Roma 2024. Va in onda su Rai 1 il 21 e il 22 ottobre 2024.